# Zoltán Breuer
Zoltán Breuer (* 20. prosince 1956) je bývalý slovenský fotbalista. Po skončení aktivní kariérů působí jako trenér na regionální úrovni.

## Fotbalová kariéra
V československé lize hrál za Tatran Prešov. Nastoupil ve 13 ligových utkáních. V nižší soutěži hrál za Slavoj Trebišov, Baník Rožňava a ZŤS Malacky.

## Ligová bilance
| Ročník                                   | Zápasy | Góly | Klub          |
| ---------------------------------------- | ------ | ---- | ------------- |
| 1. československá fotbalová liga 1980/81 | 12     | 0    | Tatran Prešov |
| 1. československá fotbalová liga 1981/82 | 1      | 0    | Tatran Prešov |
| CELKEM                                   | 13     | 0    |               |